# Gerde (Altos Pirineos)
 Gerde es una población y comuna francesa, situada en la región de Mediodía-Pirineos, departamento de Altos Pirineos, en el distrito de Bagnères-de-Bigorre y cantón de Campan.

## Demografía
| 881 | 1,001 | 1,040 | 1,145 | 1,191 | 1,116 | 1,140 |
| Para los censos de 1962 a 1999 la población legal corresponde a la población sin duplicidades (Fuente: INSEE [Consultar]) |       |       |       |       |       |       |